# Brad Watson
Wilton Brad Watson (ur. 24 lipca 1955 w Meridian w stanie Missisipi, zm. 8 lipca 2020 w Laremie) – amerykański pisarz, nauczyciel akademicki, w młodości dziennikarz.
Ukończył studia licencjackie na Mississippi State University (1978) i magisterskie na University of Alabama (1985). Otrzymał nagrody literackie: Sue Kaufman Prize for First Fiction (za zbiór opowiadań The Last Days of the Dog-men), Southern Book Award (za powieść Niebiosa miasteczka Mercury), PEN/O. Henry Award (za opowiadanie Alamo Plaza) i dwukrotnie Mississippi Institute of Arts and Letters Award (za powieść Niebiosa miasteczka Mercury oraz Aliens in the Prime of Their Lives). W 2011 został laureatem stypendium Guggenheima.

## Dzieła

### Powieść
- The Heaven of Mercury (2002; wyd. pol. 2004 Niebiosa miasteczka Mercury)

### Zbiory opowiadań
- The Last Days of the Dog-men (1996)
- Aliens in the Prime of Their Lives (2010)

### Literatura faktu
Don't Quit Your Day Job (współautor; 2010) 